# Bombolla d'anticentre
La bombolla d'anticentre és una regió propera a l'anticentre galàctic de la Via Làctia que emet una radiació de 21 cm. Es troba a les 06h 27m + 15 °, o l = 197 °, b = + 2 ° en coordenades galàctiques, a prop de la frontera de les constel·lacions de Bessons i Orió. És una superestrella (una superbombolla molt gran) dins de la nostra galàxia que és de forma esfèrica i compta amb dolls de gas.
Descobert el 1970, aquest objecte galàctic ha estat subsegüentment classificat pels investigadors com un braç espiral de la Via Làctia el 1972, una galàxia nana propera arrossegada per marea el 1975, i un núvol d'alta velocitat el 1979.
El nom Snickers per a la bombolla d'anticentre va sorgir a partir de la descripció de Christian Simonson, un astrònom de la Universitat de Maryland que creia que era un petit "cacauet" d'una galàxia a l'exterior de la Via Làctia.

Els col·legues de Simonson van inventar el nom Snickers (en referència a les barres de xocolata estatunidenques Milky Way i Snickers) a causa de la seva proximitat a la Via Làctia. Menys popularment, la superbombolla d'anticentre també se la coneix com a 0627-15 des de les seves coordenades equatorials.
La bombolla d'anticentre és aproximadament a 55.000 anys llum (17 parsecs) del Sol. Les seves dimensions són difícils de determinar mitjançant l'ones de ràdio a causa de la seva ubicació a prop de la zona d'elusió, les regions del cel enfosquit per pols interestel·lar al llarg de l'equador galàctic.